# HD 176425
HD 176425 eller HR 7177, är en ensam stjärna belägen i mellersta delen av stjärnbilden Södra kronan. Den har en skenbar magnitud av ca 6,21 och är mycket svagt synlig för blotta ögat där ljusföroreningar ej förekommer. Baserat på parallax enligt Gaia Data Release 3 på ca 9,11 mas beräknas den befinna sig på ett avstånd av ca 358 ljusår (ca 110 parsec) från solen. Den rör sig närmare solen med en heliocentrisk radialhastighet av ca -13 km/s. Stjärnan minskas på dess nuvarande avstånd i ljusstyrka genom skymning av interstellärt stoft med 0,27 magnitud och den har en absolut magnitud på +0,75.

## Egenskaper
HD 176425 är en vit till blå stjärna i huvudserien av spektralklass A0 V, som har använts som en opolariserad standard på den södra stjärnhimlen. Den har en massa av ca 2,6 solmassor, en radie av ca 2,2 solradier och utsänder energi från dess fotosfär motsvarande ca  gånger solen vid en effektiv temperatur av ca 10 200 K. Den har en metallicitet med en järnhalt på 79 procent av solens med [Fe/H] = -0,10.